# Eskil Wadensjö
Eskil Göran Wadensjö, född 14 maj 1944, är en svensk nationalekonom.
Wadensjö disputerade 1972 i nationalekonomi vid Lunds universitet. Han blev 1980 professor i arbetsmarknadspolitik vid Stockholms universitet. I sin forskning har han behandlat arbetsinvandring, arbetsmarknads- och socialpolitik och arbetsmarknadens funktionssätt.